# Bopa Plads
Bopa Plads er en plads på Indre Østerbro i København, der ligger ved Randersgade, Viborggade og Løgstørgade. 
Pladsen har sit navn efter den tidligere anvendelse af den mintgrønne bygning Løgstørgade 8, opført 1885. Under 2. verdenskrig formodes sabotagegruppen BOPA at have haft sit hovedsæde her. I dag rummer bygningen Café Bopa, tidligere Café Prøven.
Bopa Plads, der ikke tidligere var navngivet, fik sit navn i 1995 for at markere 50-året for besættelsens ophør. Pladsen rummer foruden en anden café også en legeplads og en petanquebane.
Pladsen opstod i sin tid, da vejen til Ny Kalkbrænderi slog et knæk. Den gik, hvor Randersgade og Løgstørgade går i dag. Pladsen blev i 1890 belagt med fliser og blev uofficielt kaldet Trekantpladsen. I forbindelse med en sanering af trafikken på Østerbro i 1975-1977 blev kørende trafik bandlyst og der blev opført en legeplads.
Grundet caféerne ved pladsen er den  særligt om sommeren et yndet tilholdssted. Det blev særligt tydeligt, at borgerne på Østerbro holder af pladsen, da Københavns Kommune i 2013 fremlagde planer om at lukke pladsen og nedrive den ene af caféerne for at bygge børneinstitutioner. Det førte til demonstrationer såvel på Bopa Plads som protester på nettet. Planerne blev siden droppet.
Ingen har adresse på pladsen, idet bygningerne i stedet har adresse på enten Viborggade eller Løgstørgade.